# Nowy Dwór (powiat kartuski)
Nowy Dwór (dodatkowa nazwa w j. kaszub. Nowi Dwór) – osada w Polsce położona w województwie pomorskim, w powiecie kartuskim, w gminie Sulęczyno.  
Miejscowość na Pojezierzu Kaszubskim położona nad północnym brzegiem jeziora Mausz, nad rzeką Słupią, jest częścią sołectwa Sulęczyno.
W latach 1975–1998 miejscowość administracyjnie należała do województwa gdańskiego.